# Coroa Real da Espanha

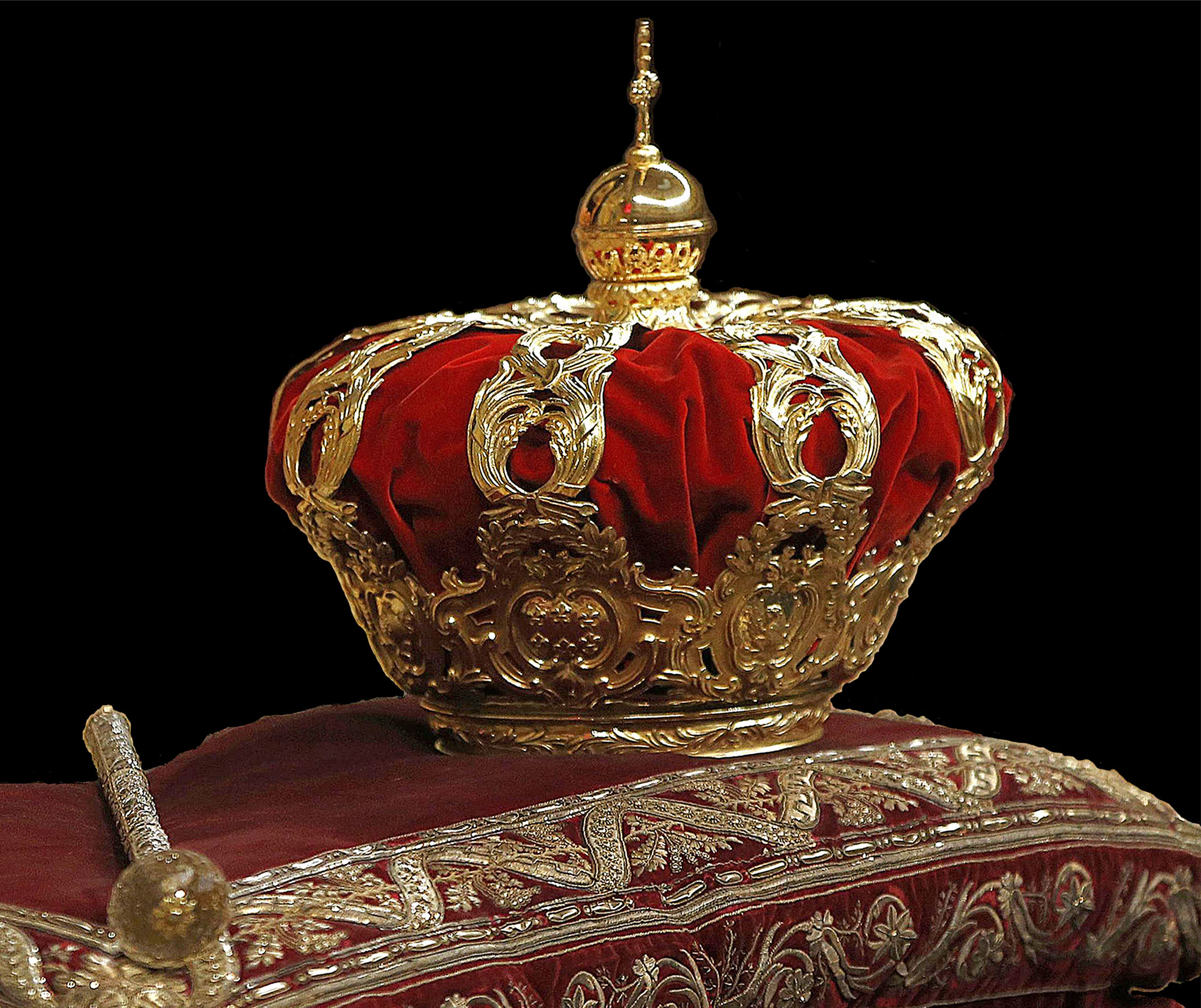
A Coroa tumular e o Cetro.

Representação heráldica oficial da Coroa Real

A Coroa Real de Espanha é um objeto heráldico que ocupa a função de Coroa Real na bandeira de Espanha, o escudo de Espanha e em outros símbolos nacionais de Espanha e da Monarquia Espanhola. Está definida em três normas legais, de 1981 e 1982, mas não tem existência real como objeto físico.
A coroa que preside as Cerimônias de Proclamação dos Reis de Espanha (já que em Espanha não há cerimônia de coroação) não se denomina como Coroa de Espanha ou Coroa Espanhola (termo institucional com diversos usos, mas habitualmente referidos ao Reino de Espanha ou ao Rei de Espanha), é conhecida como Coroa tumular dos Reis de Espanha.
Às vezes é denominada coroa de Afonso XII, já que é a partir da Restauração de 1874 quando se utilizou, em vez da coroa mural que se utilizava durante o Sexênio Revolucionário (1868-1874, especialmente durante a primeira república espanhola, exceto durante o breve reinado de Amadeo de Saboia) e a que se utilizou posteriormente pela segunda república espanhola (1931). No denominado bando insurgido da Guerra Civil Espanhola (1936-1939), durante o regime de Franco (até 1975), e nos primeiros anos do reinado de Juan Carlos I (1975-1981) utilizou-se uma coroa aberta, a imitação do escudo dos Reis Católicos que incorporava o Águia de São João.

## Coroa real aberta

Coroa de infante ou real aberta.

A coroa real aberta foi a usada em Espanha para representar, em alguns casos, à antiga coroa até o século XVI. Tem o mesmo desenho que a Coroa de Infante. A coroa real aberta está presente em muitos  escudos heráldicos de diferentes lugares da geografia de Espanha, bem como nos atributos com os que são representados os reis da Idade Média, como Fernando III de Castela ou Fernando I de Aragão.

## Coroa imperial
No escudo de Espanha podem-se ver duas colunas, que representam as Colunas de Hércules da mitologia clássica. Sobre elas há duas coroas, a esquerda é a coroa imperial, em alusão ao Império Espanhol forjado desde o século XVI, e a da direita é a coroa tumular, que faz referência à Casa Real e é seu símbolo.

## Coroa tumular
A Coroa Real, usada para a abertura dos Cortes Gerais, até o reinado de Alfonso XIII, e posteriormente para a proclamação dos Reis Juan Carlos I e Felipe VI possivelmente foi realizada para os funerais da rainha Isabel de Farnésio. A coroa é uma peça de prata sobredourada do século XVIII que luze seis florões decorados com motivos heráldicos que representam os reinos da monarquia hispânica, suas medidas são 390 mm de alto, um diâmetro máximo de 400 mm e um aro de 185 mm de diâmetro que cingir-se-ia à cabeça de se realizar esta função. Seu peso é menor a um quilograma. A coroa foi fabricada em 1775 pelo prateiro real Fernando Velasco por ordem do rei Carlos III e pode taxar-se, à margem de seu valor histórico, em não mais de 1.200 euros. Esta coroa só serve para ser mostrada numa almofada durante as proclamações e nos funerais dos reis.
É importante assinalar que carece de elementos que a coroa heráldica sim tem, como as pérolas ou a pedrarias. A coroa tumular heráldica não existe, é um objeto simbólico estabelecido legalmente em 1981 e 1982 sobre os escudos de armas de Espanha. De igual forma, tradicionalmente, os Reis de Espanha não têm luzido uma coroa habitualmente como objeto físico desde tempos dos Reis Católicos, com exceções como as coroas com as que se mostrava a rainha Isabel II em alguns retratos e fotografias ou as diademas que têm luzido as atuais as consortes ou infantas. De Carlos V em adiante as representações dos monarcas de Espanha costumam ser sem coroa ou com esta situada numa almofada ou ainda num suporte em parte do retrato.
A coroinha de topázios e diamantes do Brasil da rainha Isabel II, foi presenteada pela soberana à Virgem de Atocha depois de sair ilesa de um atentado. Hoje conhece-se como Coroa do Menino da Virgem de Atocha e foi realizada pelo diamantista da rainha, Narciso Soria, em 1852.
Com motivo da proclamação de Felipe VI como Rei de Espanha em 19 de junho de 2014, pela primeira vez em sua história a Coroa Real e o Cetro se encontram em exposição permanente ao público na assim chamada Sala da Coroa do Palácio Real de Madri.

## Galeria de imagens

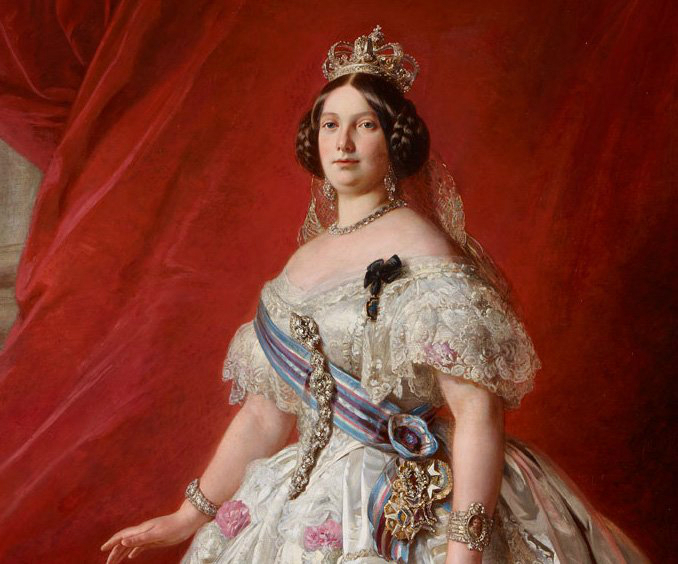
Isabel II usando uma pequena coroa
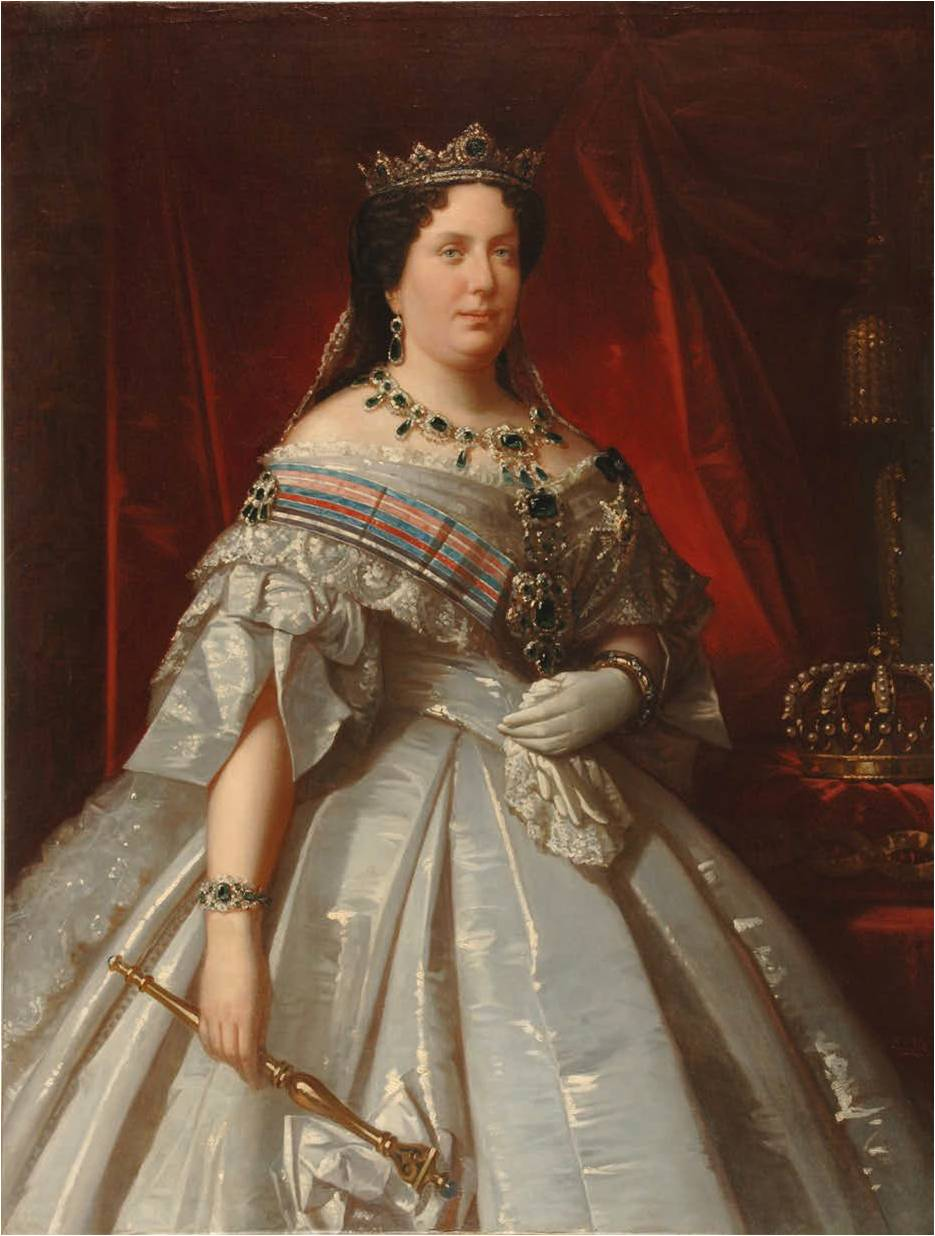
Isabel II usando uma coroa de prata frente a Coroa
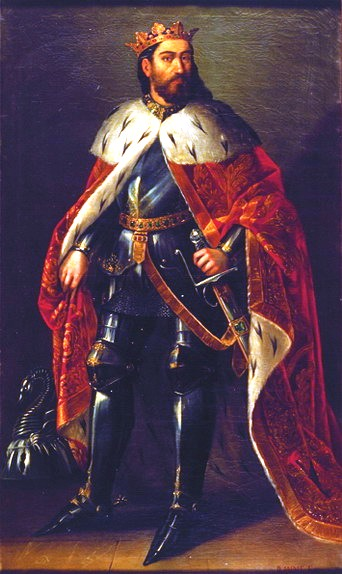
Jaime I de Araggão usando uma Coroa aberta
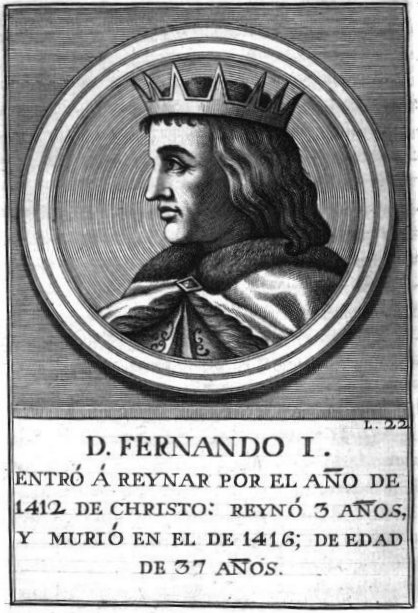
Fernando I de Aragão usando uma Coroa aberta
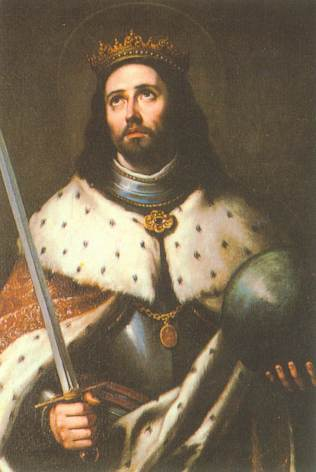
Fernando III de Castela com uma Coroa aberta
Escudo de Campeche (México)
Escudo de Santo Domingo (República Dominicana)